# Selišće Sunjsko
Selišće Sunjsko falu Horvátországban, Sziszek-Monoszló megyében. Közigazgatásilag Sunjához tartozik.

## Fekvése
Sziszek városától légvonalban 18, közúton 34 km-re délkeletre, községközpontjától  légvonalban 6, közúton 9 km-re északra, a sziszeki Szávamentén, a Száva jobb partján fekszik. Egyutcás falu, házai a Szávával párhuzamosan haladó főutca nyugati oldalán sorakoznak. Kompjárat köti össze a folyó túlpartján fekvő Kratečkoval.

## Története
A térség 1687-ben szabadult fel a török uralom alól. A kiürült területre hamarosan megkezdődött a keresztény lakosság betelepítése. A vidék birtokosai a Keglevichek a Felső-Szávamentéről telepítették ide jobbágyaik egy részét. A falu a topolovaci uradalmukhoz tartozott. 1773-ban az első katonai felmérés térképén a település „Dorf Szelische” néven szerepel.
A településnek 1857-ben 192, 1910-ben 279 lakosa volt. Zágráb vármegye Petrinyai járásához tartozott. 1918-ban az új szerb-horvát-szlovén állam, majd később Jugoszlávia része lett. A II. világháború idején a Független Horvát Állam része volt. A háború után enyhült a szegénység és sok ember talált munkát a közeli városokban. 1991. június 25-én a független Horvátország része lett. A délszláv háború idején sikerrel védték meg a horvát erők. A településnek 2011-ben 37 lakosa volt.

## Népesség
| Lakosság változása | Lakosság változása | Lakosság változása | Lakosság változása | Lakosság változása | Lakosság változása | Lakosság változása | Lakosság változása | Lakosság változása | Lakosság változása | Lakosság változása | Lakosság változása | Lakosság változása | Lakosság változása | Lakosság változása | Lakosság változása |
| ------------------ | ------------------ | ------------------ | ------------------ | ------------------ | ------------------ | ------------------ | ------------------ | ------------------ | ------------------ | ------------------ | ------------------ | ------------------ | ------------------ | ------------------ | ------------------ |
| 1857               | 1869               | 1880               | 1890               | 1900               | 1910               | 1921               | 1931               | 1948               | 1953               | 1961               | 1971               | 1981               | 1991               | 2001               | 2011               |
| 192                | 226                | 225                | 264                | 245                | 279                | 242                | 243                | 243                | 247                | 226                | 220                | 168                | 97                 | 77                 | 37                 |

(1931-ig Selišće néven.)

## Nevezetességei
- A falu tradicionális védett lakóépülete a 66. szám alatti ház,[4] mely a Száva mellett, a kompátkelő közelében áll. A hosszúkás alaprajzú emeletes épület alapjai téglából épültek, felső része tölgyfából készült. Fennmaradtak a régi nyílászárók.
- Az 53. szám alatti lakóház a Száva töltése közelében áll. A tradicionális fa lakóház a 19. század második felében épült erős tölgyfadeszkákból. Alapja téglából készült. Gazdasági épület is tartozik hozzá.